# Црква Успења Пресвете Богородице у Кијеву
Црква Успења Богородице Пирогошча је православна црква коју су у Кијеву у близини Подолске пијаце (савремени Контрактов трг). 
Подигли су је руски кнезови Мстислав и Јарополк, синови кнеза Владимира Мономаха.1131-1136. године .Црква се помиње у Повести о Игоровом походу. Више пута је обнављан и реконструисан, а 1935. године су га разорили бољшевици. 1998. године, на темељима је храму враћен првобитни изглед.

## Назив
Порекло назива храма није прецизно утврђено. Према једној верзији, у време Кијевске Русије, у храму се налазила византијска икона Мајке Божије, звана Пирогошча (од старогрчког Πυργοτισσα „пирготиса“ - „кула“). У Византији су се тако називале иконе које су постављане у кулама манастира или тврђави. Према другој верзији, назив "Пирогошча" се састоји од два дела: "пиро" и "госшча". "Гошча" долази од речи "гост" - трговац. Значење речи "пиро" (или "гозба") повезано је са грчким преводом речи "пшеница", старословенским "просо", "просо", староруским "пира" - раж, брашно, пита. Ово тумачење нам омогућава да закључимо да је црква подигнута о трошку трговаца који су се бавили трговином житом.

## Историја
Према Лаврентијевој хроници, подигнута је 1131-1136. године за време владавине сина Владимира Мономаха, Мстислава Великог, на Подолу, у подножју Замковског брда. Помиње се у „Причи о Игоровом походу” у вези са повратком јунака овог дела, кнеза Игора Свјатославича, у Кијев из половског ропства. Храм је био мали тробродни храм са куполом на врху. Зидови свода били су украшени фрескама, под глазираним и мозаичним плочама.
Године 1240. храм је скоро уништен током монголске инвазије. До 1474. је обновљен и празнично освећен, али је већ 1482. поново тешко оштећен током напада кримског кана Менгли-Гиреја на Кијев. Током 1613-1614, после пожара 1611, цркву је реконструисао градоначелник Кијева, италијански архитекта Себастијано Браки.
Црква Богородице Пирогошче служила је као друштвени центар Кијева, касније су се у њој налазиле школа, сиротиште, болница за сиромашне и градски архив. У 1613-1633, када су унијати заузели храм Свете Софије током међуконфесионалне борбе, црква Богородице Пирогошче је била један од центара Кијевске митрополије. Године 1654. на тргу испред храма кијевски грађани су положили заклетву цару Алексеју Михајловичу. Након тога, у близини цркве одржане су свечане церемоније руског братства.
Писма хетмана Мнохогрешног и Самојловича 1670. и 1672. године сведоче о праву Успенске цркве да прикупља порезе за продају жита на територији Кијева. У писаним изворима из 16. века Пирогошча је позната као „Успенска црква“.

## Појава храма почетком 20. века
Храм је 1770-их година у украјинским барокним облицима реконструисао архитекта Иван Григорович-Барски, који је вероватно овде сахрањен. У 19. веку, након великог пожара у Подолску 1811. године, реконструисао га је градски архитекта Андреј Меленски са елементима класицизма. Испред фасаде храма, који се у 19. веку звао Успенски, уместо дрвеног звоника, на југозападној страни је подигнута камена капела у руском стилу, а око храма подигнуте продавнице.

## Пирогошча 2019
Све до почетка 20. века облик храма се није мењао – био је крстокуполни, троапсидни, шестстубни, једнокуполни. Фасаде су се смењивале са пиластрима дорског реда и завршавале су троугластим фронтонима са фрескама у тимпанонима. Централни део зграде био је крунисан фасетираним бубњем са полулоптастом куполом и лантерном. На западној страни, на темељу 18. века, 1835. године подигнут је округли тростепени звоник са полулоптастом куполом и високим торњем.
Храм су срушили бољшевици 1935. године. 1976-1979. године вршена су археолошка истраживања темеља храма, која су достигла 4 м дубине. Темељ је направљен од грађевинског материјала преузетог из раније грађевине. Тада се појавила идеја да се зграда обнови за музеј Приче о Игоровом походу. Црква је обновљена 1997-1998 у формама староруске (византијске) архитектуре и освештана од стране Патријарха Кијевског и све Руси-Украјине УПЦ КП Филарета. Данас је то једна од архитектонских доминанта Контрактовог трга. Питање историјске тачности остаје предмет расправе.